# Oratemnus indicus
Oratemnus indicus är en spindeldjursart som först beskrevs av With 1906.  Oratemnus indicus ingår i släktet Oratemnus och familjen Atemnidae. Inga underarter finns listade i Catalogue of Life.